# 가경자
가경자(라틴어: Venerabilis, Venerable)은 기독교 교회에서 일찍부터 사용되어온, '존엄한 자', '존경스러운 분'이라는 의미의 호칭이다. 로마 가톨릭교회에서는, 시복 절차를 거치는 과정의 시복 후보자에게 잠정적으로 이 호칭을 부여한다.

## 개요
가경자에 해당하는 영어 단어 'Venerable'은 옛날 유럽에서 주교와 대수도원장 등에게 붙였던 경칭이었으며, 사후 이 칭호로 받은 첫 번째 사람은 6세기 경의 수도승 성 베다(혹은 성 비드, 가경자 비드, the Venerable Bede, Bede the Venerable)로 알려져 있다. 그의 지혜와 학문을 높이 인정한다는 의미에서 ‘존엄한 자’(Venerable)라는 칭호가 주어졌으며, 이 칭호는 853년 아헨(Aachen) 교회 회의에서 공식화되었다. 이후 이 명칭은 영적인 공덕을 지니고 있는 성직자나 평신도 등에게 붙여지게 되었다.
성 아우구스티누스는 몇몇 편지에서 주교를 지칭할 때 이 용어를 사용하였다고 한다.
로마 가톨릭교회에서는 신앙의 모범이 된 사람이 죽은 후에, 성인으로 모시는 세단계 과정 중에 첫 번째 과정에서 이 명칭을 사용한다. 영국 성공회에서 가경자는 대부제의 정식 호칭이다.

## 로마 가톨릭교회의 가경자
로마 가톨릭에서는 신앙의 모범이 되었다고 인정되는 사람에 대하여 시복 및 시성 절차를 거친다. 첫 단계인 시복 조사가 교황청의 시성시복성성 혹은 예부성성에 접수되면 시복 후보자에게 이 존칭이 주어진다. 가경자는 엄격한 절차를 거쳐 복자가 되며, 복자는 시성 과정을 거쳐 성인으로 불리게 된다. 시성시복성성으로의 접수 외에, 교황이 그 후보자가 영웅적인 덕을 가졌거나 순교를 당했다고 주장하면서 특별 칙령으로 천거하는 경우에도 가경자 칭호를 부여한다.
가경자의 수준에 대하여 1913년 교황 비오 10세는 공식적인 교령으로, “놀라운 정도의 덕행을 실천하거나, 순교한 사람이라야 가경자의 칭호를 받을 만하다”고 밝힌 바 있다.

### 나라별 가경자

#### 한국
한국 출신의 가경자가 탄생한 것은, 1857년의 일이다. 조선의 가톨릭 교회가 〈1839년과 1846년에 조선에서 발발한 박해 중에 배교를 거부하고 생명을 바친 순교자들의 전기〉란 문헌을 교황청에 보냄으로써 시복 조사가 시작되었다고 한다. 이 문헌에는 1839년의 기해박해와 1846년의 병오박해 때 희생된 82명에 대하여 기록되어 있었다. 1847년에 이 문헌을 접수한 교황청 시성시복성성(시복과 시성을 담당하는 교황청의 한 부서)은 박해로 인해 한국 가톨릭교회가 교구적 차원의 시복 조사를 할 수 없으나, 문헌 자체가 순교자를 선정하는 데 매우 엄격한 기준을 적용시킨 것으로 판단하여, 교회법에서 요구되는 교구 조사를 대치시킬 수 있다고 판단하고, 1857년 9월 23일 한국 가톨릭교회의 시복 조사를 공식으로 접수하는 법령을 반포하였으며, 이로써 82명의 가경자가 탄생하였다. 이 82명의 가경자 중 79명은 1925년에 복자가 되었고, 1984년에 한국에서 개최된 한국 가톨릭 200주년 기념행사 때 교황 요한 바오로 2세에 의해 시성되었다.
이어 한국 가톨릭교회는 1866년 병인박해의 순교자 중 26명에 대한 시복 조사를 시작하여, 이 가운데 24명이 1968년에 시복되고, 앞의 82명과 더불어 1984년에 같이 성인이 되었다. 이들 또한 복자가 되기 전에 잠시 가경자의 칭호를 받았을 것으로 예상된다. 한편 가장 최근 2016년 5월 8일 한국인으로서 2번째 사제인 최양업 토마스 사제가 교황청으로부터 공식 인준을 받아 가경자로 선포되었다.

## 동방 정교회, 성공회의 가경자
동방 정교회에서는 가경자에 해당하는 'Venerable'(그리스어: 남성형 Όσιος, 여성형 Οσία))은 수도자나 은둔자 출신의 성인에게 붙이는 칭호이며, 경우에 따라서는 보통의 성인보다 상위 개념으로 생각하는 경우도 있다. 성공회에서는 로마 가톨릭이나 동방 정교회와는 달리 가경자라는 칭호가 없으나, 대신 종교개혁이전의 영국 성공회에서 기념한 성인들과 존 웨슬리나 디트리히 본회퍼처럼 신앙의 본이 된다고 여겨지는 기독교 인물들을 교회의 수호성인등으로 기념한다.